# Sommelans
Sommelans é uma comuna francesa na região administrativa de Altos da França, no departamento de Aisne. Estende-se por uma área de 4,28 km². Em 2010 a comuna tinha 62 habitantes (densidade: 14,5 hab./km²).